# Razorback (personaggio)
Razorback (alias Buford T. Hollis) è un personaggio fittizio dei fumetti Marvel, creato nel 1977 da Archie Goodwin, Bill Mantlo e Sal Buscema.

## Biografia
Buford Hollis, muscoloso camionista proveniente da Texarkana, nello stato dell'Arkansas, assunse l'identità segreta di Razorback per ritrovare la sorella minore, Bobby Sue, che si era unita un culto religioso chiamato Legione della Luce. Con indosso un costume da cinghiale con criniera elettrificata e guidando un grande fuoristrada di nome Big Pig, Razorback si recò a New York e qui prima si scontrò con l'Uomo Ragno e poi si unì a lui contro la Legione della Luce. Insieme i due supereroi, aiutati anche da Flash Thompson, riuscirono non solo a salvare Bobbie Sue ma anche a sconfiggere il Seminatore D'Odio, capo della Legione.
Razorback tornò in scena qualche mese dopo quando Taryn O'Connell, una ragazza camionista, lo contattò perché la aiutasse a trovare il suo ex fidanzato Ulisse Salomone Archer (detto U.S.), che era partito per lo spazio profondo parecchi anni prima, affermandosi come un camionista spazio. Per poter andare nello spazio, Razorback e Taryn rubarono la Star Blazer, un'astronave sperimentale della NASA più veloce della luce sonda e partirono con a bordo She-hulk che aveva tentato di fermarli.
Quando i tre trovarono Archer, scoprirono che aveva già sposato la rivale di Taryn, Mary McGrill, che aveva viaggiato nello spazio con lui e che i due aspettavano un bambino. Razorback aiutò She-Hulk e U.S. Archer a sconfiggere Xemnu, che intendeva trasformare Archer e il bambino non ancora nato di Mary in un membro della propria specie. Tornati sulla Terra, grazie all'opera di convincimento di She-Hulk, la NASA si rende conto che Razorback, con la sua abilità mutante che gli permette di guidare qualsiasi cosa, è il pilota ideale per la loro nave, e gli permette di restare nello spazio a bordo della Star Blazer. Taryn, ormai innamorata di Buford, si unisce a lui nei suoi viaggi. La Star Blazer viene rinominato Big Pig, come Razorback chiama tutti i suoi veicoli.
In seguito Buford e Taryn tornarono sulla Terra, e Razorback perse i suoi poteri mutanti dopo l'M-Day.

### Iniziativa dei 50 Stati
Razorback fu poi reclutato dal governo come parte del programma dell'Iniziativa dei 50 Stati in qualità di membro del team assegnato all'Arkansas, Il Battaglione. Tuttavia, durante l'invasione Skrull questo Razorback si è rivelato essere un infiltrato Skrull.
Dopo la fine dell'invasione, il vero Buford Hollis viene mostrato in una riunione del gruppo di sostegno con gli altri che erano stati sostituiti da Skrull.

## Poteri ed abilità
Data la sua grande stazza e i suoi muscoli, Razorback possiede una notevole (ma non sovrumana), forza e resistenza. Lui è un eccellente combattente corpo a corpo e utilizza tecniche di combattimento da strada. Indossa un costume con il copricapo a forma di testa di cinghiale, la cui criniera può essere elettrificata ed emettere abbastanza corrente elettrica da mettere fuori combattimento l'Uomo Ragno.
Hollis prima di essere depotenziato da Scarlet aveva la capacità mutante di poter pilotare intuitivamente qualsiasi veicolo o mezzo di trasporto, anche senza sapere come funzionava.
Razorback è anche un abile meccanico e un ingegnere autodidatta in grado di costruire mezzi dotati di sofisticati sistemi.